# Radovljica község
Radovljica község (szlovén nyelven Občina Radovljica) Szlovénia 212 alapfokú közigazgatási egységének, azaz községének egyike a Gorenjska statisztikai régióban. A Karavankák déli lejtőjén, a Száva forrásvidékén, a Sava Dolinka és a Sava Bohinjka összefolyásánál fekszik. Adminisztratív központja Radovljica város.

## A községhez tartozó települések
A községhez Radovljica székhelyen kívül a következő települések tartoznak:
- Begunje na Gorenjskem
- Brda
- Brezje
- Brezovica
- Češnjica pri Kropi
- Črnivec
- Dobravica
- Dobro Polje
- Dvorska Vas
- Globoko
- Gorica
- Hlebce
- Hraše
- Kamna Gorica
- Kropa
- Lancovo
- Lesce
- Lipnica
- Ljubno
- Mišače
- Mlaka
- Mošnje
- Noše
- Nova Vas pri Lescah
- Otoče
- Ovsiše
- Peračica
- Podnart
- Poljče
- Poljšica pri Podnartu
- Posavec
- Praproše
- Prezrenje
- Ravnica
- Rovte
- Slatna
- Spodnja Dobrava
- Spodnja Lipnica
- Spodnji Otok
- Srednja Dobrava
- Srednja Vas
- Studenčice
- Vošče
- Vrbnje
- Zadnja Vas
- Zaloše
- Zapuže
- Zgornja Dobrava
- Zgornja Lipnica
- Zgornji Otok
- Zgoša

## Népesség
| Lakosok száma | 18 697 | 18 704 | 18 932 | 18 949 | 18 832 | 18 824 | 18 823 | 18 899 | 19 053 | 19 034 |
|               | 2008   | 2009   | 2011   | 2012   | 2013   | 2015   | 2016   | 2017   | 2019   | 2020   |